# Key 103
Key 103 est une station de radio qui commença à être diffusée sous le nom de Piccadilly Radio, la première radio commerciale à s'installer à Manchester. Elle est renommée en août 1988 lorsqu'elle se sépare de Piccadilly Magic 1152. Elle diffuse principalement de la musique pop et dance. La station est passée par les mains de Trans World Communications, puis EMAP avant d'être acquise par Bauer Radio. Key 103 fait partie du réseau de stations Place Network. Les studios sont basés à Castlefield, à Manchester.